# Thái chính quan
Thái Chính quan (太政官 Daijō-kan) là cơ quan đứng đầu nhà nước Nhật Bản từ thời kỳ Nara cho tới thời kì Heian và trong đầu triều Thiên hoàng Minh Trị. Thái Chính quan được thành lập theo Thái bảo Luật lệnh vào năm 702. Trước đó, Phi điểu Ngự tịnh Nguyên lệnh vào năm 689 đánh dấu sự khởi phát của cơ quan hành chính trung ương này với ba vị đại thần: Thái Chính Đại thần, Tả Đại thần và Hữu đại thần.
Đứng đầu Triều đình Nhật Bản là Thái chính quan. Cơ cấu này trông nom việc hành chánh của Nhật Bản trong khi Thần kỳ quan (Jingi-kan) lo những việc liên quan đến Thần đạo như lễ nghi, giáo phẩm và đền thờ.
Cơ cấu này mất dần quyền lực vào thế kỉ thứ 10 và thứ 11 khi Gia tộc Fujiwara nắm quyền hành và giữ chức Nhiếp chính quan bạch, bắt đầu khống chế Thái chính quan. Và viên Nhiếp chính quan bạch nghiễm nhiên nắm giữ chức Thái chính Đại thần hoặc những chức vị khác trong Thái chính quan. Cho đến thế kỉ thứ 12, Thái chính quan là một cơ quan hữu danh vô thực trong một thực thể tách biệt dù cơ quan này không bị chính thức giải thể. Theo thời gian, thể chế luật lệnh nhà nước tạo ra ngày càng nhiều thông tin được ghi chép đầy đủ hơn; tuy nhiên với thời gian trôi qua trong thời kì Heian, thể chế này tiến hóa thành một hệ thống chính trị và văn hòa mà không có sự hồi tiếp.
Cho đến triều đại Thiên hoàng Hiếu Minh, số quý tộc công khanh trong triều đình Nhật Bản bắt đầu liên minh lại với nhau với mục tiêu chung bởi có thêm sự giúp đỡ của một số lãnh chúa mới đầy quyền lực bên ngoài triều đình Kyoto. Các thành viên của liên minh mỏng manh và mơ hồ này hợp tác với nhau nhằm khôi phục lại tước vị xưa cũ và tập trung  quyền lực thực tế vào chính quyền trung ương đó là Triều đình Thiên hoàng do họ lãnh đạo. Những nhân tố kết hợp này lại thúc đẩy một chính thể cũ vào sự chú ý của phong trào dân tộc lúc đó, nhưng đồng thời cũng có quá nhiều vấn đề cấp bách khác khiến mọi người phải lo nên người Nhật lúc đó không đủ thời gian để đầu tư vào việc tái tổ chức hệ thống Thái chính quan.